# Флаг Республики Коми
Государственный флаг Республики Коми (коми Коми Республикаса дӧрапас) является государственным символом Республики Коми Российской Федерации. Ныне действующий флаг утверждён 17 декабря 1997 года и внесён в Государственный геральдический регистр Российской Федерации под номером 154.
Наряду с гербом и гимном является официальным государственным символом Республики Коми.

## История
Автономная область Коми (Зырян) в составе РСФСР была образована 22 августа 1921 года. 5 декабря 1936 года она была преобразована в Коми АССР, на флаге которой по состоянию на 1937 год отображались надписи «Р.С.Ф.С.Р.» и «Коми А.С.С.Р.» на русском и коми (латинской графикой) языках (информация А. Я. Лукши). Позже, когда коми-зырянский язык был переведён c латинизированного алфавита на русскую графику, изменились и надписи на флаге (ст. 112 Конституции[какой?]) — на флаге Коми АССР в 1938—1954 годах помещались надписи «РСФСР» и «КОМИ АССР», единые для русского и коми языков.
В 1954 году флаг РСФСР изменился, вслед за ним изменился и флаг Коми АССР (Положение о флаге утверждено 16 марта 1956 года). Новый флаг состоял из красного полотнища с золотыми серпом и молотом, красной звездой с золотой каймой в кантоне, вертикальной голубой полосой у древка и надписью (под серпом и молотом): «КОМИ АССР» (в две строки; одинаково и по-русски, и по-коми).
23 мая 1978 года Внеочередная VIII сессия Верховного Совета КАССР 9 созыва утвердила новую Конституцию КАССР. Флаг и герб республики описывались в ст. 158, 157. Флаг остался без изменений (новая редакция Положения о флаге утверждена Указом ПВС 15 сентября 1981 года, а дополнение к Положению — 18 сентября 1984 года).

Флаг Коми АССР 1937 года
Флаг Коми АССР 1938 года
Флаг Коми АССР 1954 года

29 августа 1990 года была принята Декларация о государственном суверенитете республики и её новое название — Коми Советская Социалистическая Республика. На официальных бланках того времени изображался государственный герб с новой аббревиатурой «Коми ССР», флаг оставался без изменений.

## Современный флаг Республики Коми

Государственный флаг Республики Коми

Современный триколор Республики Коми был принят 27 ноября 1991 года как государственный флаг Коми ССР. Автор флага — художник Владимир Сердитов.
В мае 1992 года название субъекта изменилось на Республика Коми, а 6 июня 1994 года был принят закон «О Государственном флаге Республики Коми», который является основным документом, устанавливающим описание современного флага Коми и порядок его официального использования. Одновременно были признаны утратившими силу законодательные акты о флагах Коми АССР (1956) и Коми ССР (1991).

### Описание и пропорции флага
Описание флага Коми ССР по закону 1991 года:

Государственный флаг Коми ССР представляет собой прямоугольное полотнище, состоящее из расположенных горизонтально в последовательности сверху вниз трех полос синего, зеленого и белого цветов, шириной в одну треть ширины флага каждая. Отношение ширины флага к его длине — 1:2
В законе о государственном флаге Республики Коми 1994 года описание элементов флага и его пропорции остались как у флага Коми ССР 1991 года.
В 1997 году поправками к закону были изменены пропорции флага. По предложению Государственной герольдии при президенте России соотношение ширины флага к его длине было установлено как 2:3, по аналогии с флагом России. Описание элементов флага осталось прежним.
В 2001 году были внесены изменения в описание флага:

Государственный флаг Республики Коми представляет собой прямоугольное полотнище, состоящее из расположенных горизонтально в последовательности сверху вниз трёх полос синего, зелёного и белого цветов шириной в одну треть ширины флага каждая. Отношение ширины флага к его длине — 2:3.

Изменениями 2014 года в статью с описанием и пропорциями флага была добавлена фраза: «Полотнища флагов могут изготавливаться из любых видов материалов».

### Значения цветов и символизм
Цветовая символика полос флага трактуется следующим образом:
- Синяя полоса символизирует небесное начало, величие и бескрайность северных просторов.
- Зелёная полоса обозначает необъятные таёжные массивы коми пармы — основного богатства и традиционной среды проживания народа коми.
- Белая полоса флага воплощает белизну и чистоту снега, суровую красоту природы, географическое положение на Европейском севере России.

## Альтернативные проекты флага

### Альтернативный проект флага 80-х годов

Национальный флаг коми-зырян

Одним из вариантов символа народа коми конца 1980-х годов был проект флага, созданный общественным объединением «Коми Котыр» (победитель организованного объединением конкурса — В. Просужих). Полотнище флага представляет собой триколор: белая полоса сверху, зелёная — в центре и голубая — внизу. На белой полосе в правом верхнем углу флага размещена перна — традиционный символ орнамента коми-зырян и коми-пермяков. После утверждения в 1991 году проекта В. Сердитова в качестве государственного флага Республики Коми проект В. Просужих продолжал использоваться в качестве флага организации «Коми Котыр», которая в 2000-х годах была переименована в «Коми войтыр». Например, в 2008 году такой флаг был подарен движением «Коми Котыр» сосновогорскому центру коми культуры в ходе творческого вечера «Навстречу стране Финноугория». Обновлённое движение использует государственный сине-зелено-белый флаг Республики Коми.

### Современный альтернативный проект флага

Альтернативный флаг Республики Коми (скандинавского типа)

Существует проект альтернативного флага Республики Коми, который представляет собой крестовый флаг скандинавского типа. На подобных флагах крест, по одной версии, символизирует меч, по другой — христианство. Цвет флага синий с зелёным крестом в белой окантовке.
В 2015 году активисты движения «Миян Коми Му» (Наша Коми земля) выступили в федеральной прессе с предложением о смене флага с триколора на скандинавский крест. Цвет флага синий с зелёным крестом в белой окантовке. Таким образом, проект сохраняет национальные цвета, предложенные В. Просужих в 1980-е годы и В. Сердитовым в 1991 году, а сам флаг «похож на другие флаги финно-угорского типа (народность сету, финны, карелы, вепсы, ингермаландцы), что отражает исторические основы региона, языковую связь и общую финно-угорскую культуру». Альтернативный флаг Коми изготавливается в виде сувениров.
Этот флаг получил известность во время протестных акций 2018—2019 годов, связанных с началом строительства мусорного полигона на станции Шиес, после этого он получил широкое распространение у населения региона, часто можно данный флаг увидеть на протестных акциях и акциях общественных деятелей Коми.
С символикой в цветах современного альтернативного флага можно увидеть представителей законодательной власти: депутата Госдумы от Республики Коми Олега Михайлова; депутата Виктора Воробьева, который носит символику с альтернативным флагом на заседаниях Госсовета Республики Коми; депутата совета города Сыктывкара Николая Удоратина.
Общественные активисты, выступающие за принятие нового флага, помимо прочего апеллируют к тому, что действующий государственный флаг Республики Коми до 1991 года не фигурировал как национальный флаг Республик Коми и коми народа и является флагом другой народности России — башкир, — а также схож с флагом Башкурдистана варианта 1917 года.

## Похожие флаги
Исторический флаг Башкурдистана 1918 года похож на флаг Республики Коми, но вместо синего имел голубой цвет.
Цвета флага повторяются в другой последовательности в триколоре современного флага Башкортостана.